# 9550 Victorblanco
9550 Victorblanco là một tiểu hành tinh vành đai chính với chu kỳ quỹ đạo là 1571.4391974 ngày (4.30 năm). Tiểu hành đặt tên theo tên nhà thiên văn học Victor Manuel Blanco, được phát hiện ngày 15 tháng 10 năm 1985.